# Estación de Lepe
Lepe fue una estación de ferrocarril que existió en el municipio español de Lepe, en la provincia de Huelva, perteneciente a la desaparecida línea Gibraleón-Ayamonte. Tras su clausura, en la actualidad acoge una cafetería.

## Historia
En agosto de 1936 —recién comenzada la Guerra Civil— se abrió al tráfico la línea Gibraleón-Ayamonte, si bien en un principio solo lo fue al tráfico de mercancías y los servicios de viajeros no transitarían hasta 1940. La estación de Lepe fue ubicada en las afueras del casco urbano, aunque posteriormente ha quedado absorbida dentro del mismo. En 1941, tras la nacionalización de los ferrocarriles de ancho ibérico, las instalaciones pasaron a manos de la recién creada RENFE.
El complejo ferroviario de Lepe se componía de un edificio de dos plantas para viajeros, una playa de vías y un almacén de mercancías ubicado a 150 metros de la estación. La línea fue cerrada al tráfico en 1987 y posteriormente levantada la vía, lo que dejó a la estación sin servicio. Años después sería reacondicionada para acoger una cafetería.